# 第五十屆超級盃
第五十屆超級碗（Super Bowl 50）是國家美式足球聯盟（NFL）2015賽季美式足球聯賽冠軍爭奪戰。由美聯（AFC）冠軍丹佛野馬對決國聯（NFC）冠軍卡羅來納黑豹。賽事於2016年2月7日在聖塔克拉拉市的李维斯体育场舉行。最終丹佛野馬勝出。

## 背景

### 申办
2012年初，NFL专员罗杰·古德尔表示联盟打算把第50届超级杯打造得“壮观”，它是联盟一场重要的比赛。经过一轮角逐，迈阿密加登斯的永明体育场和圣克拉拉的李维斯体育场入选最终候选名单。由于此前迈阿密地区曾举办10届超级碗赛事，最近的一届是在2010年的第四十四届超级杯。而旧金山湾区最后一次举办的赛事是1985年的第十九届超级碗，迈阿密的申办能否成功，取决于球场是否翻新。然而，2013年5月3日，佛罗里达州议会否决了支付装修经费的筹资计划，迈阿密的机会面临着明显的打击。2013年5月21日，NFL老板们在波士顿的春季会议上表决让李维斯体育场承办赛事。这座耗资12亿美元的球场于2014年开业。本届赛事是自1985年以来旧金山湾区首次举办超级杯，也是加利福尼亚州自2003年在聖地牙哥举办第三十八届超级杯以来的首届赛事。

### 卡罗莱纳黑豹
尽管卡罗莱纳黑豹在本赛季抛弃跑卫迪安基洛·威廉姆斯，在季前赛中失去了前十字韧带撕裂的顶级接手凯文·本杰明，但黑豹获得了球迷历史和联赛历史上最好的常规赛赛季表现。他们以15-1完成常规赛，成为自1978年联赛将比赛名额拓展到16支球队以来，第七支至少赢得15场常规赛的球队。黑豹与旧金山49人（1984年）、芝加哥熊（1985年）、明尼苏达维京人（1998年）、匹兹堡钢人（2004年）、新英格兰爱国者（2007年）和绿湾包装工（2011年）一道成为了完成这一壮举的球队。